# Duomo di San Giorgio Martire
Il duomo di San Giorgio Martire, chiamato matrice o Cattedrale di Caccamo, sorge in piazza Duomo. È la più grande e importante tra le chiese di Caccamo. Appartenente alla Arcidiocesi di Palermo, arcipretura di Caccamo sotto il patrocinio di San Giorgio Martire, parrocchia di San Giorgio Martire.

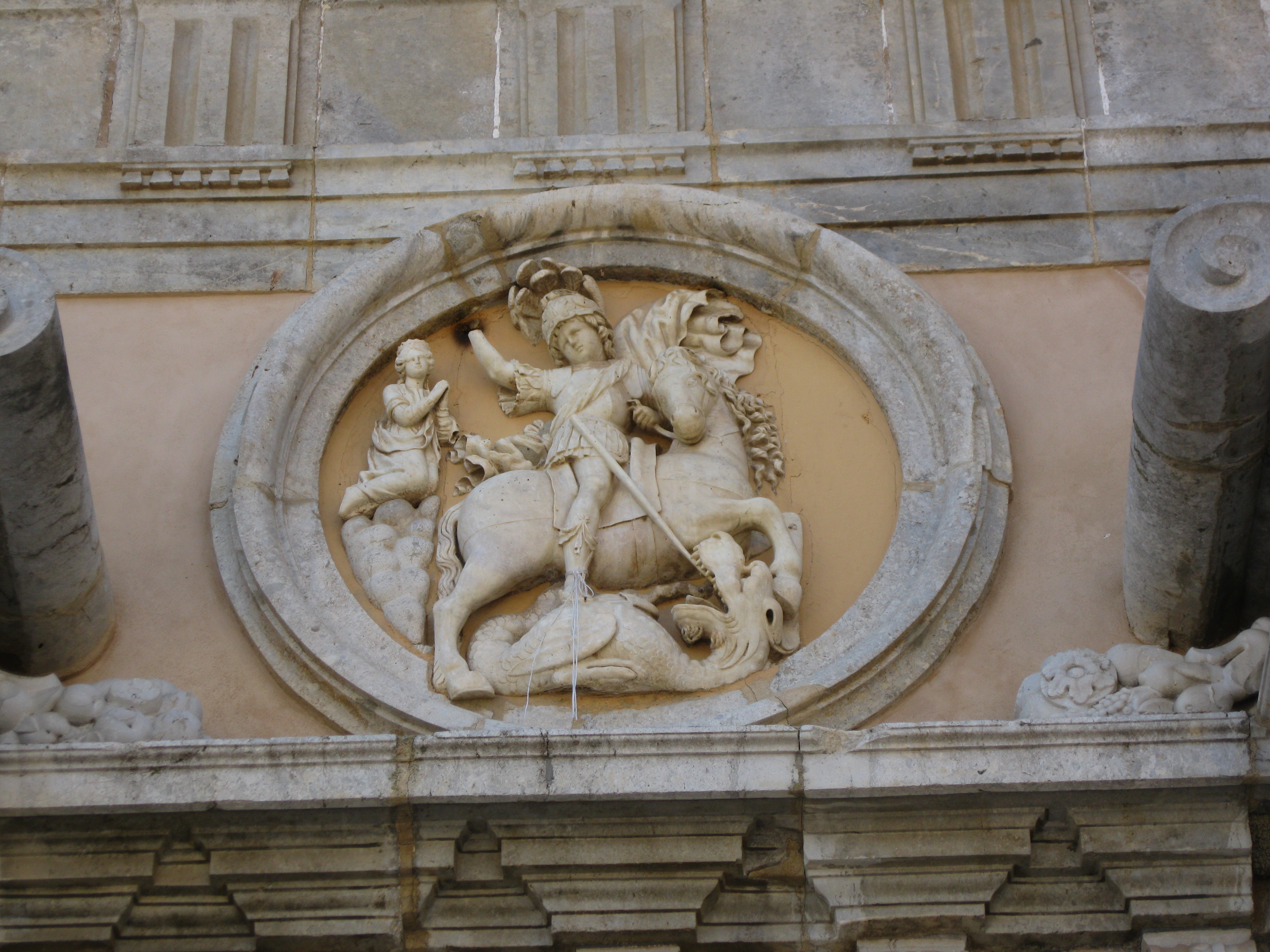
Altorilievo di Gaspare Guercio raffigurante San Giorgio nella facciata

## Storia

### Epoca normanna

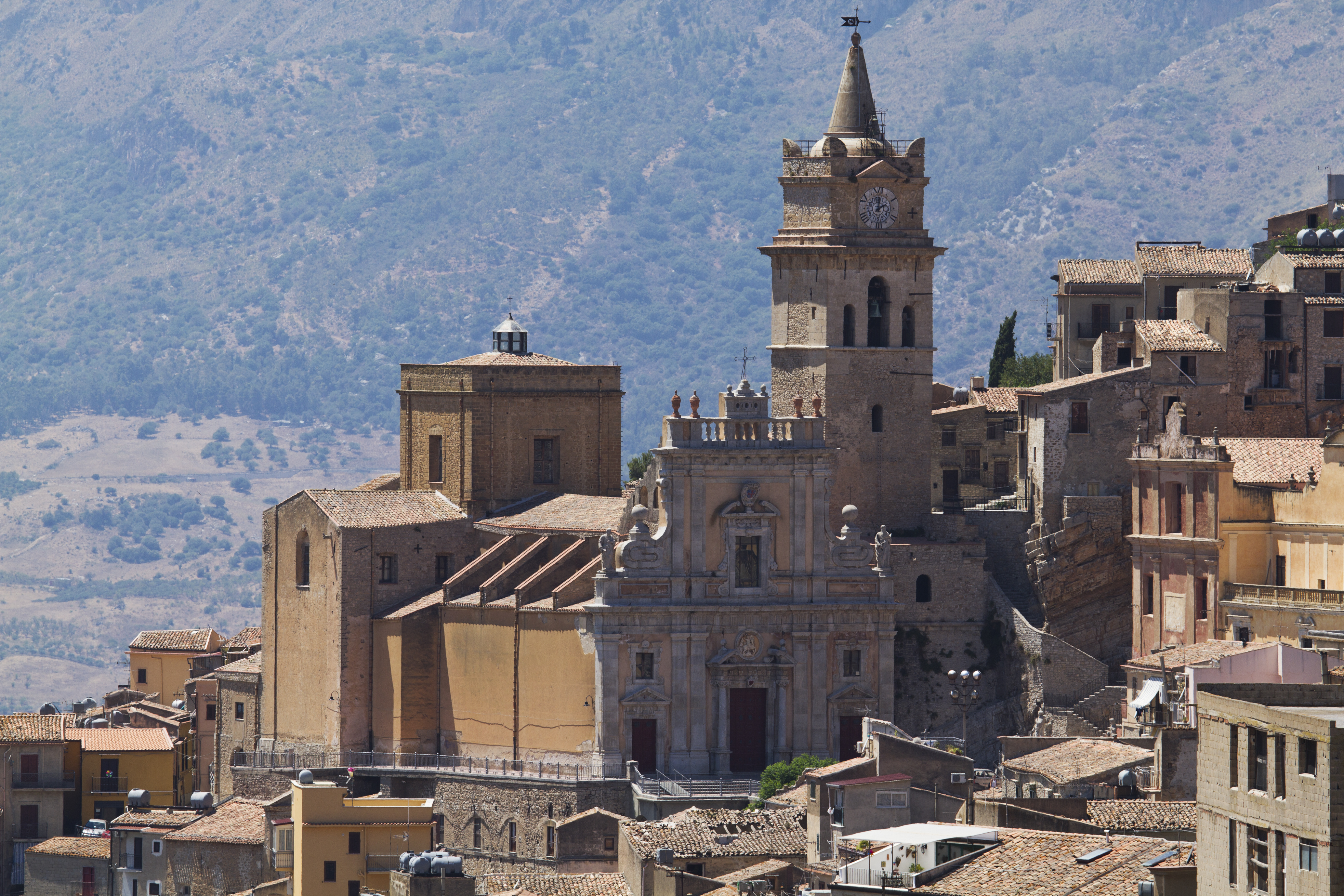
Il complesso architettonico

Secondo tradizione popolare, il primo duomo cittadino fu la chiesa di Sant'Anna e Santa Venera, costruzione oggi diruta, situata ai margini dell'antico quartiere della «Terravecchia», ai piedi del castello. Intorno al 1094 è eretta una prima chiesa madre, verosimilmente una piccola cappella di corte, come ricorda una lapide posta all'interno del tempio, attribuita ai Normanni.

### Epoca sveva - chiaramontana
È probabile che un primo edificio sacro intitolato a San Giorgio sia esistito proprio nel posto ove sorge l'attuale tempio e che la sua costruzione sia stata patrocinata dalla famiglia Chiaramonte.

### Epoca aragonese
Negli anni 1477 - 1480 la costruzione è ingrandita e arricchita di numerose opere d'arte, espressione del rinascimento siciliano, grazie alla munificenza ed al governo delle casate Enriquez - Prades - Cabrera. Secondo le testimonianze di Agostino Inveges, la fonte storica più autorevole, si ritiene che dopo questo ampliamento, la chiesa sia rimasta comunque di modeste dimensioni.

### Epoca spagnola
Nel 1606, i giurati e i rappresentanti dei potenti casati cittadini rappresentati dagli Henriquez, dagli Amato e dal canonico Paolo Muscia decisero di edificare ex novo una chiesa madre più ampia, in considerazione delle accresciute esigenze della popolazione, conferendo l'incarico di redigere il progetto all'architetto termitano Vincenzo La Barbera. Nel 1614 il luogo di culto è riedificato con le donazioni dei mecenati patrocinatori, conferendo alla nuova costruzione dettami tipici del fiorente barocco siciliano. Il tempio così rimodulato raccoglie l'insieme dei tesori artistici preesistenti, delle nuove commissioni e le opere provenienti da altri luoghi di culto abbandonati o diruti.

## Esterno

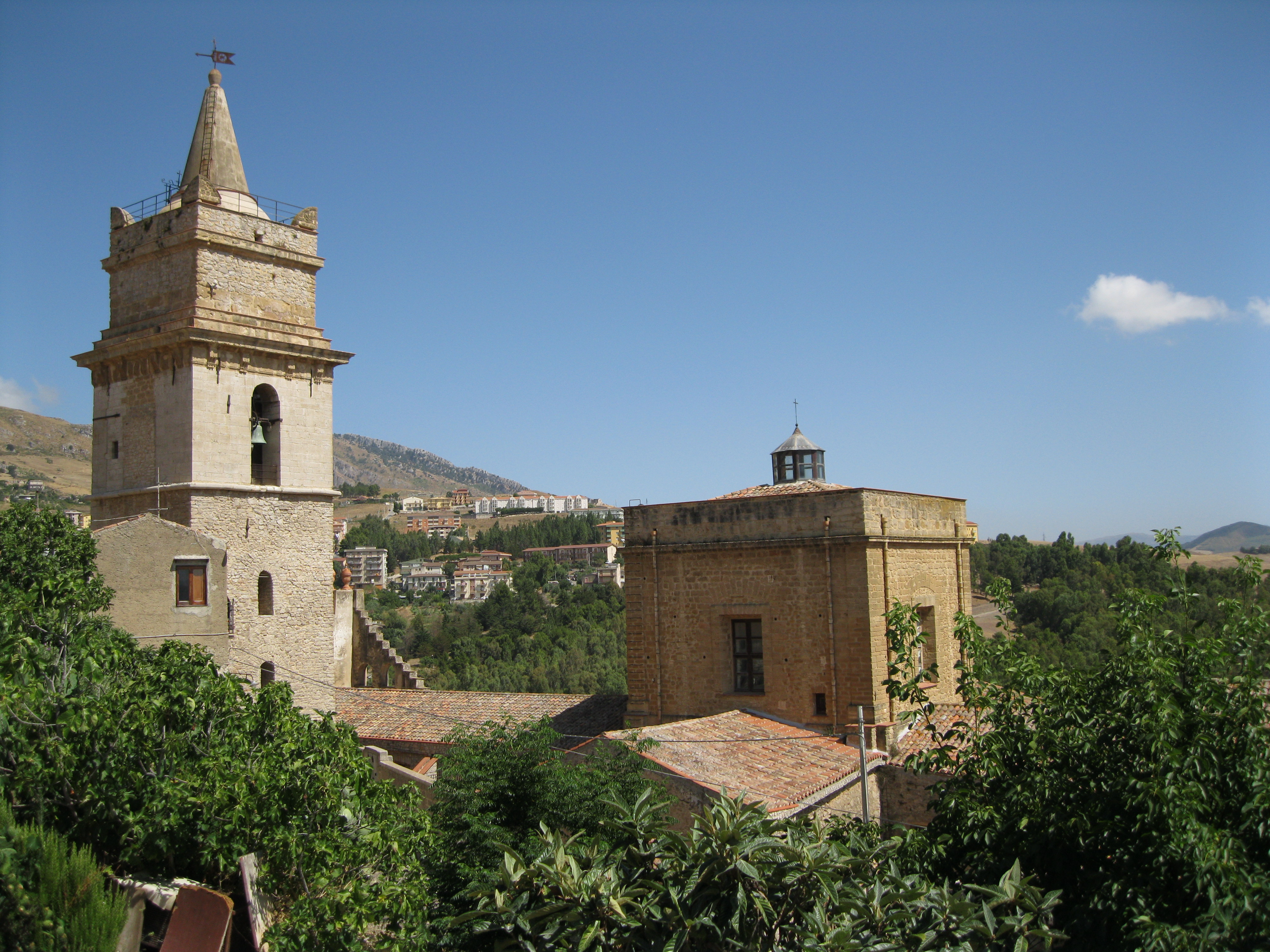
Vista del campanile e dell'esterno della cupola

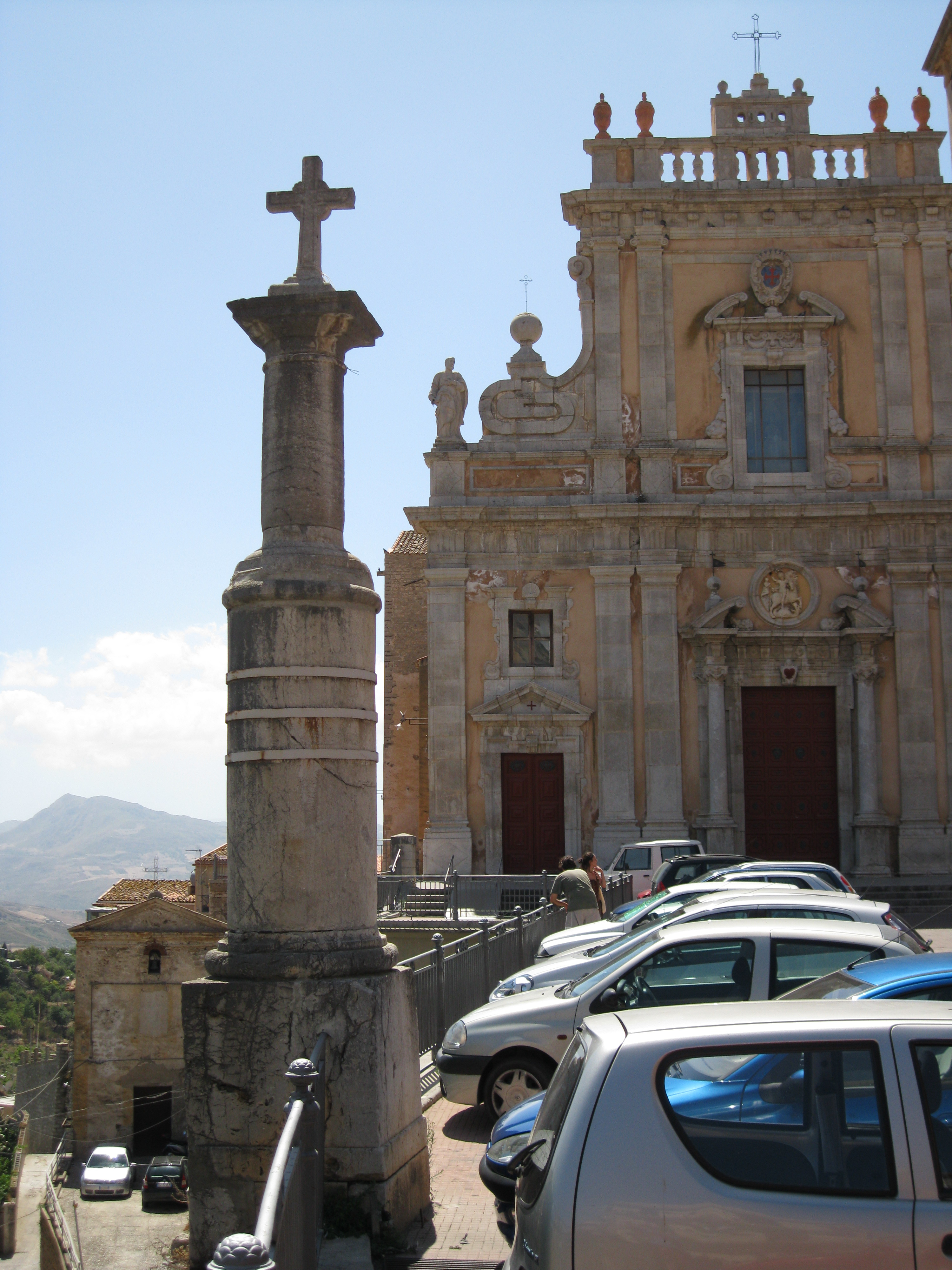
La colonna della gogna

- Piazza duomo: Si affacciano sul piano l'ex Monte di Pietà, l'Oratorio del Santissimo Sacramento e la chiesa delle Anime Sante del Purgatorio.[1] Sul muraglione di contenimento del piano antistante il Monte di Pietà, sono collocate quattro statue in pietra dei compatroni: il beato Giovanni Liccio, Santa Rosalia, San Nicasio Martire e San Teotista, opere attribuite allo scultore Giuseppe Ponti del 1682. Al centro della piazza è eretta una colonna in pietra sormontata da una croce, detta la colonna della gogna, alla quale venivano legati i peccatori non eretici durante il periodo dell'inquisizione.
- Prospetto del 1651: La facciata disposta su due ordini separati da cornicione, è ripartita da lesene binate nella parte centrale e singole paraste ai lati, con capitelli dorici al livello dei portali e ionici per quello superiore. Il portale centrale delimitato da colonne con capitelli corinzi regge un architrave sormontato da timpano spezzato simmetrico con medaglione intermedio. Il tondo scolpito è opera di Gaspare Guercio del 1660, raffigurante San Giorgio nell'atto di salvare una fanciulla.[1] Gli ingressi minori sono sormontati da timpani interi e finestre. Alle estremità del cornicione sono collocate le statue di San Pietro e San Paolo, volute con sfere decorative raccordano i due livelli. Chiude l'impianto una balaustra con coppie di vasi ai lati, al centro pinnacoli reggono la croce.
- Campanile: La parte inferiore della torre, avamposto del castello in epoca sveva, signore Manfredi I Chiaramonte,[1] è la parte più antica del manufatto. La sommità culmina con una guglia di forma piramidale. Il 17 giugno 1650, il canonico Maio commissionò al maestro Onofrio Cosentino 4200 piastrelle maiolicate raffiguranti San Giorgio, che furono collocate sulle quattro facce. Nel 1790, un fulmine distrusse la cuspide campanaria, la riparazione venne affidata a Nicolò Pruiti che la modellò in forma conica. In quella circostanza fu rifatto con pietra intagliata anche il vano delle campane.

## Interno

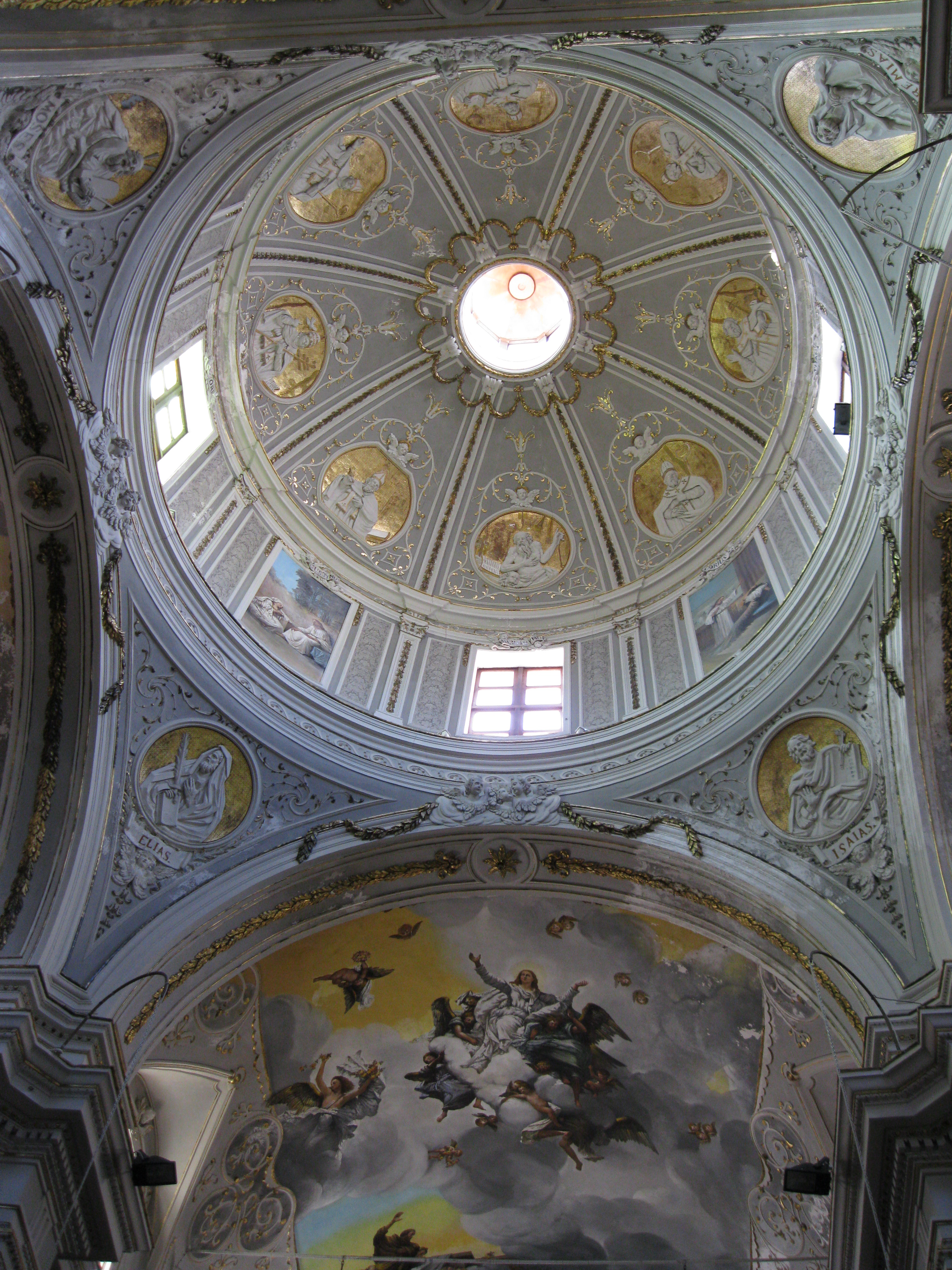
Interno della cupola

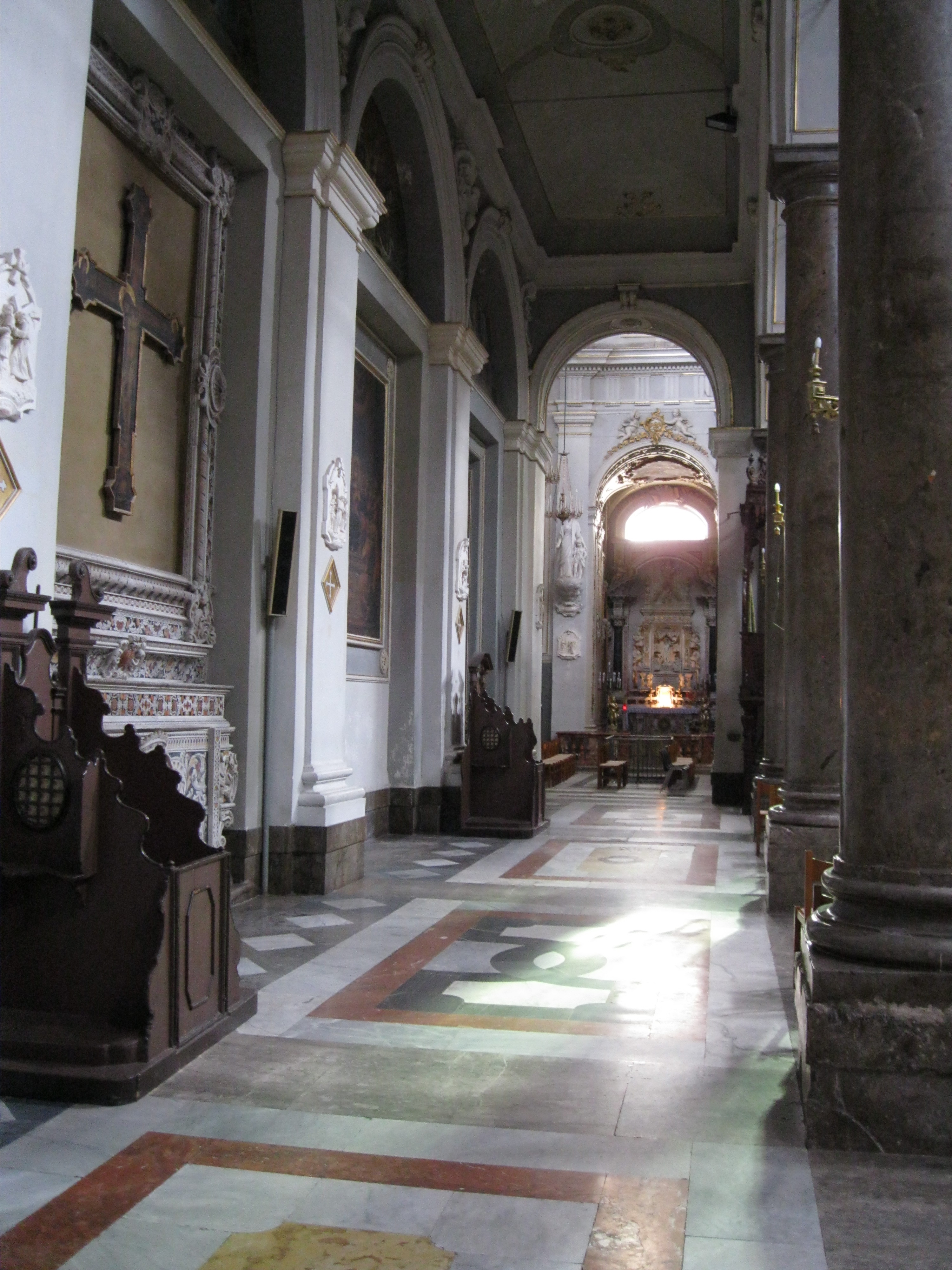
La navata sinistra

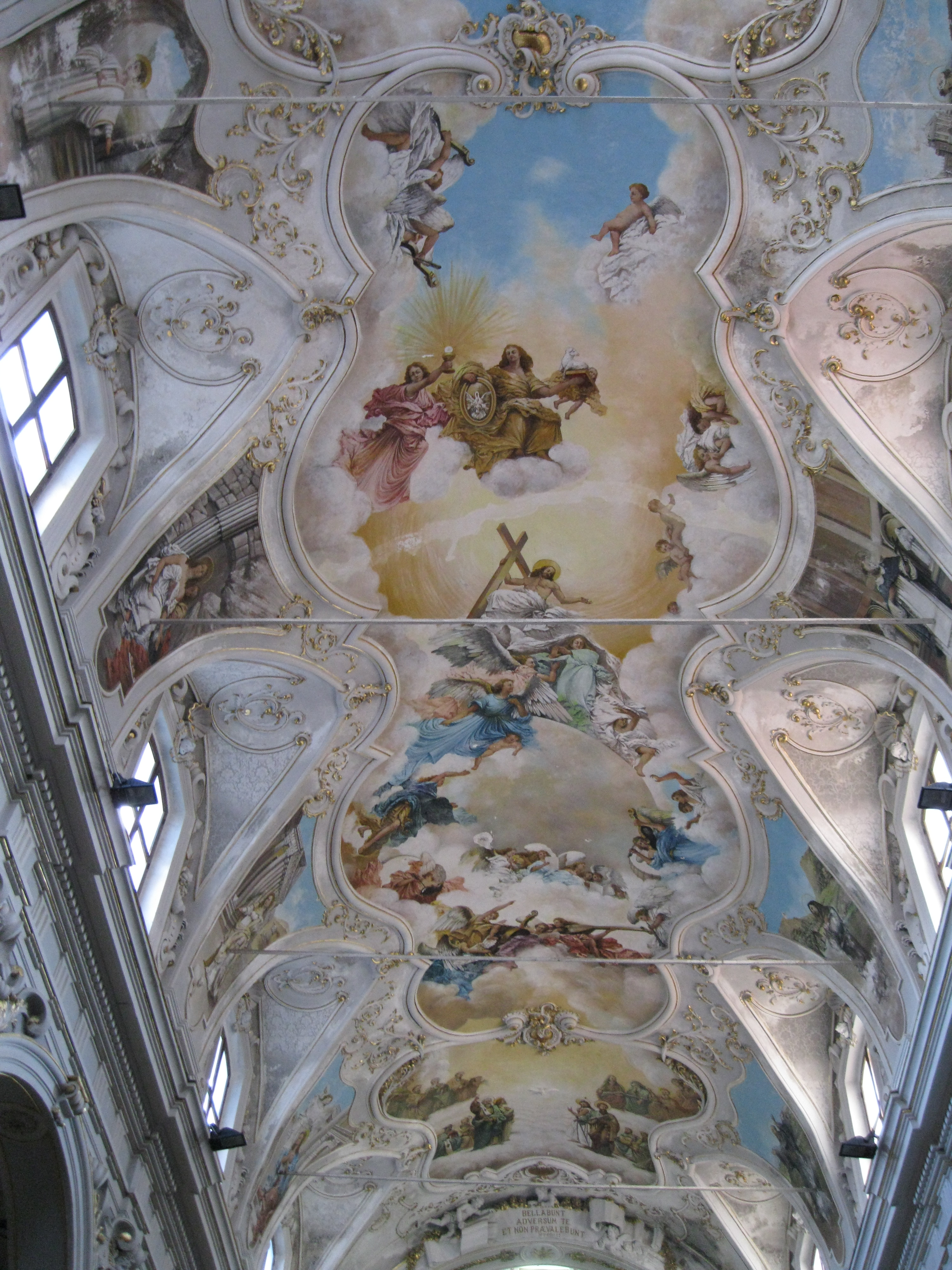
Gli affreschi della volta

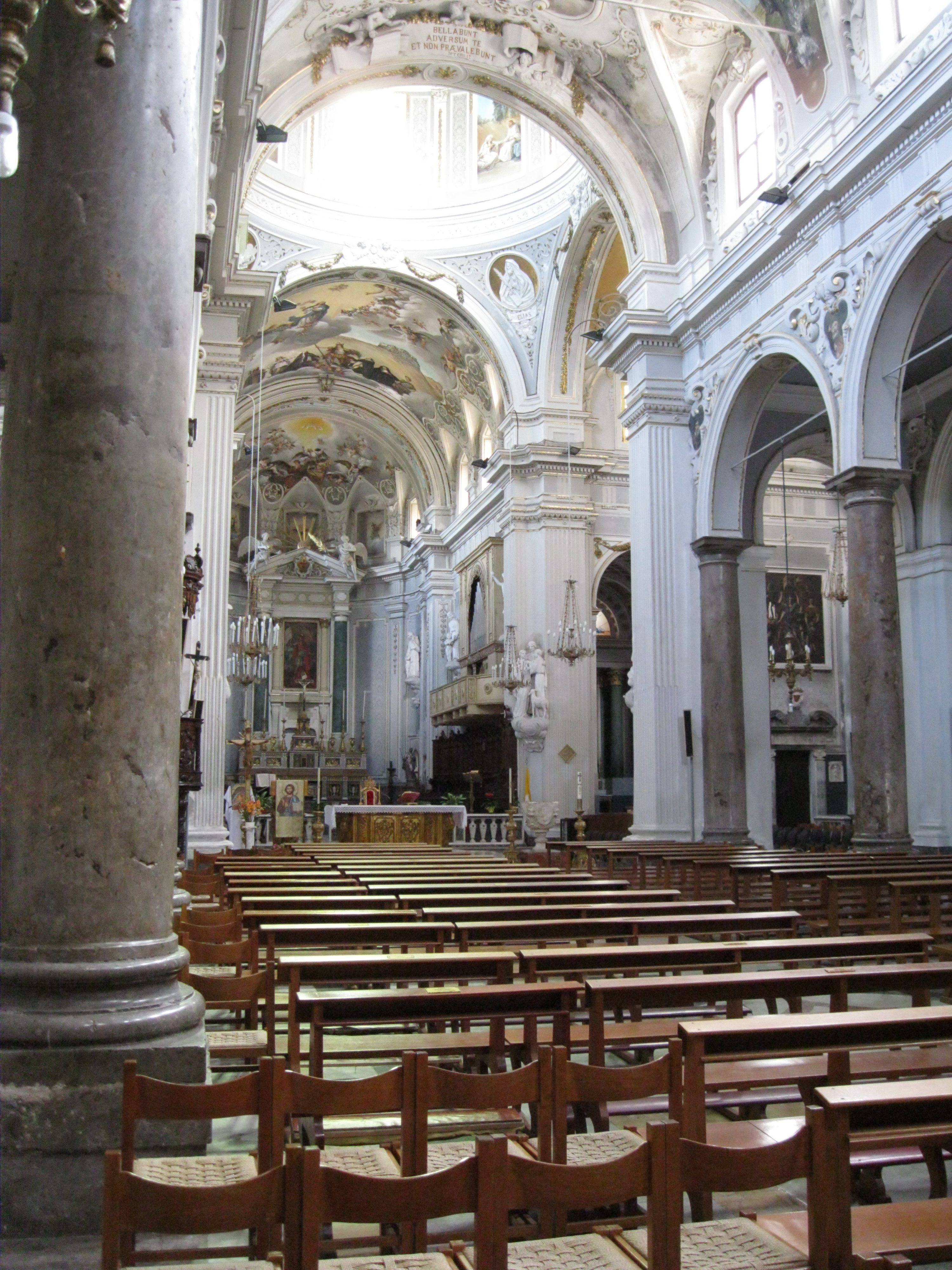
La navata centrale

L'impianto è a croce latina si articola in tre navate divise da colonne monolitiche in pietra locale che sorreggono arcate a tutto sesto. I dipinti delle volte e delle lunette laterali, furono eseguite nel 1950 dal pittore acese Giuseppe Bella Vasta e dal figlio, le decorazioni della volta e delle pareti in stile impero opere di Tommaso Firriolo e Giuseppe Rini del XIX secolo.
Il pavimento della Chiesa lastricato con marmi grigi, neri e rosati di Carrara, è stato rifatto ed ha sostituito quello preesistente in mattonelle di maiolica.
- Cupola: Esternamente in forma cubica e sostenuta da quattro pilastri, fu innalzata nel 1772 dall'architetto Giovan Battista Cascione e decorata da Aloisio Romano nel 1765 con medaglioni in stucco raffiguranti papi, vescovi e i Dottori della Chiesa. Gli stucchi delle vele mostrano i quattro profeti maggiori Mosè, Elia, Isaia, Geremia, opere di Ottavio Violante del 1780.
- Cripta: I locali ipogei della chiesa sono suddivisi in vari ambienti, in essi si rinvengono le sepolture dei principi Filippo e Antonio Amato e di alcuni componenti della famiglia De Spucches.

### Navata destra
- Prima campata. Alla parete la tela raffigurante il beato Giovanni Liccio, sullo sfondo è presente il panorama della città, opera del pittore cagliaritano Carlo Ameglio del 1939.

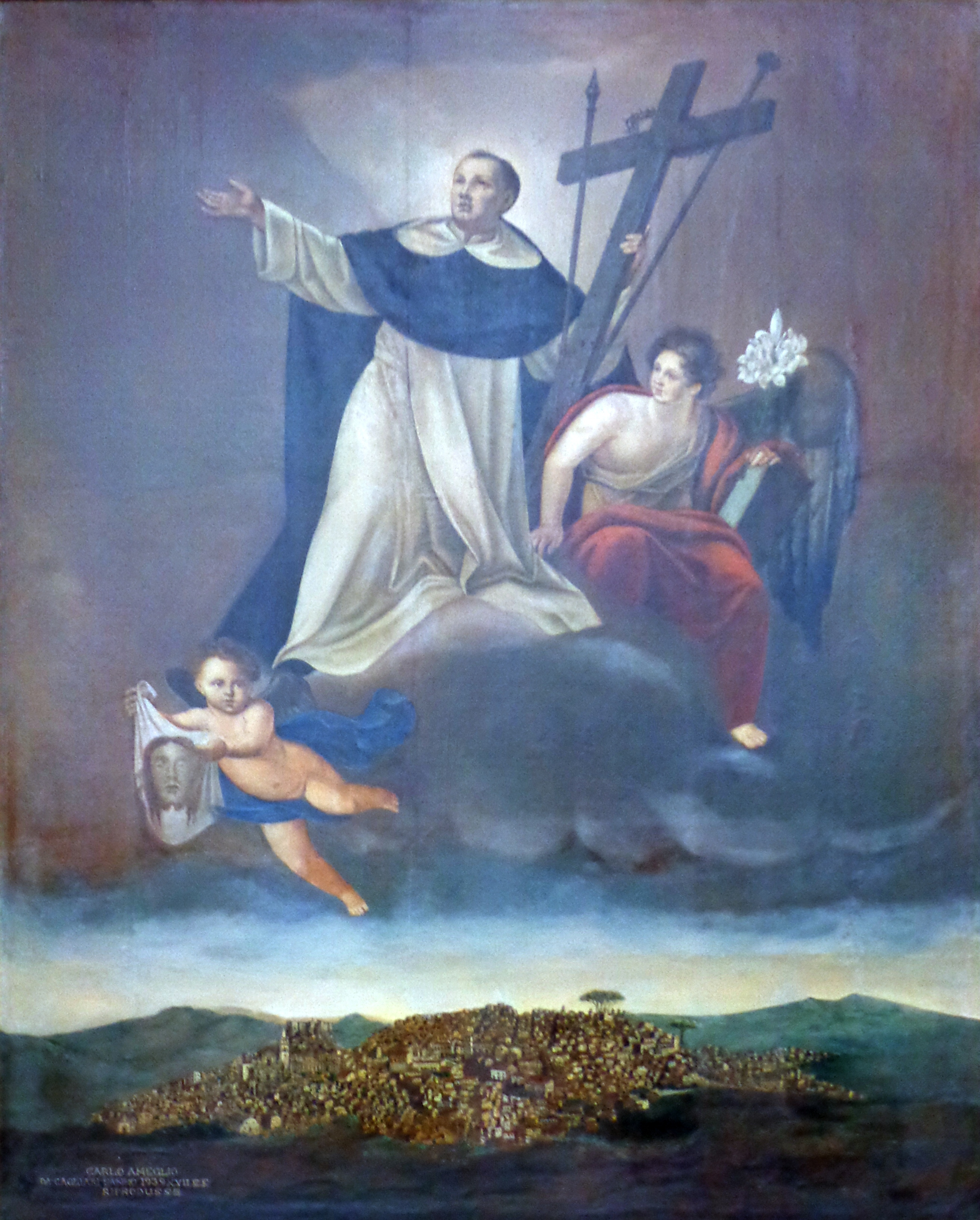
Tela raffigurante il beato Giovanni Liccio - Carlo Ameglio - 1939

- Seconda campata. Alla parete la tela raffigurante il Martirio di san Sebastiano, dipinto attribuito al pittore palermitano Giuseppe Velasco, noto con lo pseudonimo di Velasquez, secondo la moda spagnoleggiante del tempo XVIII secolo.[1]

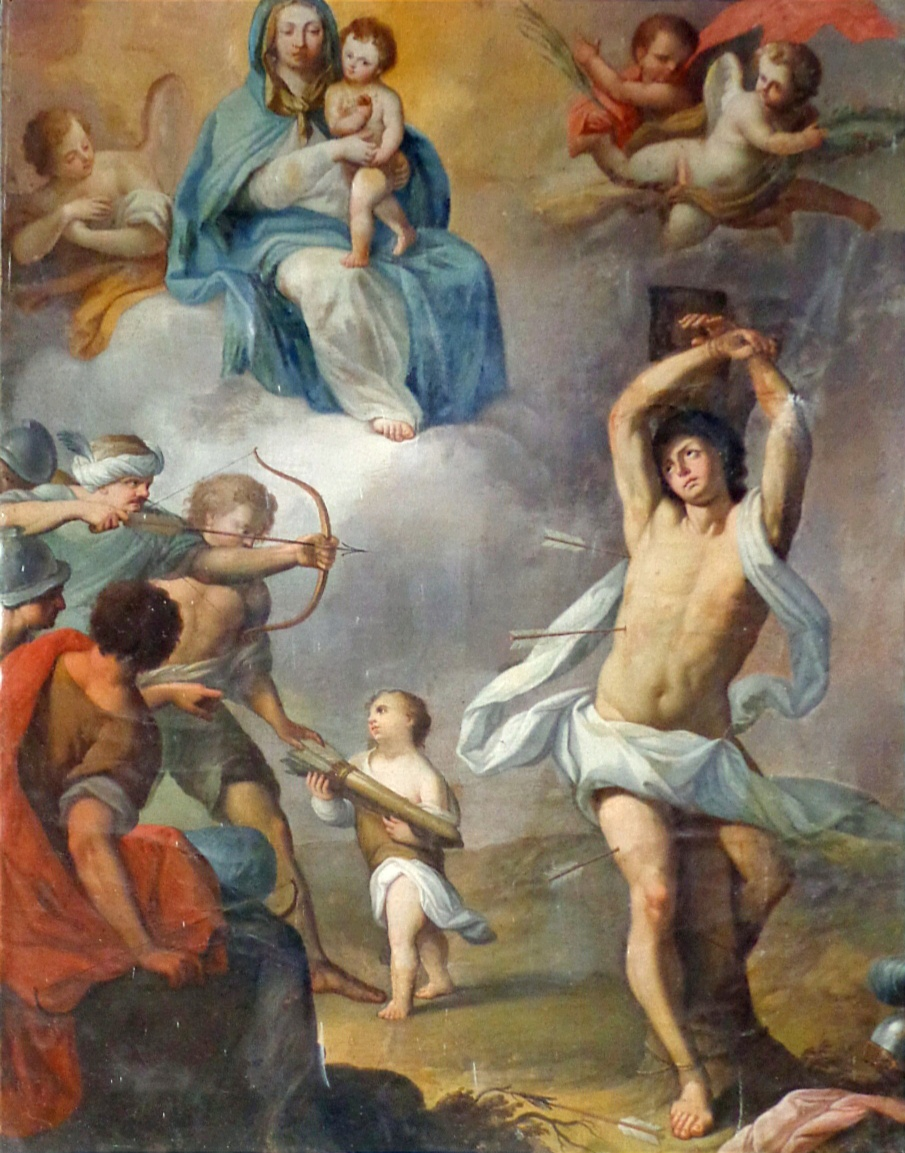
Martirio di San Sebastiano - Giuseppe Velasco

- Terza campata. Alla parete il trittico su tavola raffigurante la Madonna col Bambino tra San Pietro e San Giorgio, opera di autore ignoto del 1468 o 1472. La presenza di un cardellino assegnano l'esecuzione a Giuseppe Cardillo, recenti studi ne attribuiscono l'opera a Guglielmo da Pesaro.[1]
- Quarta campata. Alla parete la tela raffigurante la Madonna delle Grazie con San Rocco e San Francesco d'Assisi, dipinto attribuito alla scuola di Pietro Novelli.[1]
- Quinta campata. Sull'altare è collocata la statua in legno policromo di San Giorgio nell'atto di schiacciare il drago, opera del 1657 dello scultore Onofrio Ruggeri.[1] La vara processionale, in stile barocco è opera di maestranze siciliane dell'area orientale.

### Navata sinistra
- Prima campata. La tela raffigurante le Stimmate di San Francesco, opera attribuita a Giuseppe Testa del XVIII secolo.
- Seconda campata. Alla parete la tela raffigurante San Gaetano di Thiene, opera di Giuseppe Velasco.[3]
- Terza campata. Alla parete il dipinto su tavola raffigurante il Crocifisso, di autore ignoto del XV secolo.[3]
- Quarta campata. Alla parete il dipinto raffigurante la Pentecoste, opera di Vincenzo La Barbera del XVII secolo.[3]

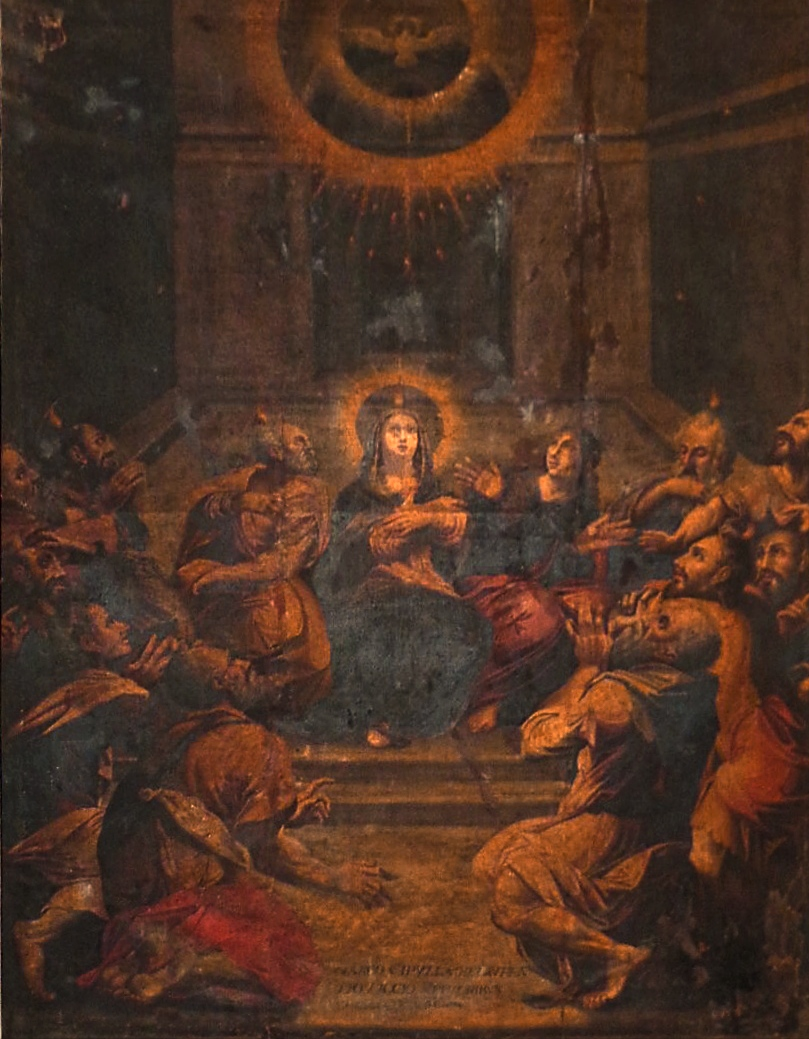
Pentecoste - Vincenzo La Barbera - XVII secolo

- Quinta campata. Sulla mensa dell'altare è collocata l'Immacolata, statua lignea.[3] In prossimità dell'ultima colonna è presente la Madonna con Bambino fra Sant'Anna e Santa Venera, opera di Vincenzo La Barbera.[1]

### Transetto

#### Braccio destro
- Absidiola destra: Cappella della Madonna Libera Inferni. Sulla mensa dell'altare con elevazione costituita da due esili colonne in porfido, fra agate, ametiste, topazi e lapislazzuli, è collocata la statua della Madonna delle Grazie, opera eseguita in marmo di Carrara dagli scultori Andrea Mancino e Antonio Vanella nel 1499,[1] nello scanello sono presenti le raffigurazioni della Nascita di Gesù e lateralmente dell'Annunciazione. L'edicola è sormontata da architrave, la volta e le pareti presentano decorazioni in oro in stile impero. Protetta da un vetro sotto la mensa è collocata la statua in cera raffigurante l'Assunzione di Maria.
  - Parete transetto destra: Cappella del Sacro Cuore. Il secentesco altare dedicato al Sacro Cuore di Gesù è decorato in oro zecchino con motivi geometrici. Al centro dell'altare è collocato un tabernacolo a forma di tempietto. Sul varco della sacrestia, entro una cornice in stucco e collocata la tela raffigurante i Sette Angeli di Antonio Spadafora del XVIII secolo in stile barocco, sulla destra il Martirio dei Santi Crispino e Crispiniano.[1] Il portale della sacrestia è caratterizzato da una trabeazione marmorea distinta in tre pezzi, raffigurante ai lati rispettivamente San Pietro, San Paolo, al centro la Madonna col Bambino fra angeli, ai lati del portale due formelle compongono l'Annunciazione del Signore e una Deposizione. Tutto il complesso marmoreo si attribuisce a Francesco Laurana. Una acquasantiera marmorea con raffigurazione del Battesimo di Gesù di scuola gaginiana completa l'ambiente.

#### Braccio sinistro
- Absidiola sinistra: Cappella del Santissimo Sacramento. L'altare marmoreo barocco decorato con pietre dure, volute, angioletti e motivi floreali, è sormontato da un ciborio in marmo bianco con altorilievi raffiguranti Resurrezione e Storie della Redenzione: il Cristo Risorto, la Madonna col Bambino e l'Eterno Padre in alto, opere attribuite a Francesco Laurana.[1] Le varie parti, recuperate dalla chiesa preesistente, sono state ricomposte dall'architetto Giuseppe Valenti, agli inizi del XIX secolo. Nelle quattro tele laterali di Vito D'Anna sono trattati soggetti eucaristici: la Moltiplicazione dei pani, Melchisedech che offre pane e vino ad Abramo, il Sacrificio di Aronne, la Cena di Èmmaus. Dello stesso autore le Virtù teologali inserite negli affreschi delle volte.[1]
  - Parete transetto sinistra: Cappella delle reliquie. Struttura in legno dorato, ornata con stucchi del Castelli, la pala d'altare attribuita a Pietro Novelli, raffigura il Cristo in Croce tra Santa Rosalia e San Rocco in atteggiamento di implorazione atto a preservare la città dalla peste, di Caccamo si intravede uno scorcio sulla sinistra.[1] Accanto alla tela è collocato un trittico raffigurante il Compianto in forma di pietà. Opera di ignoto maestro dell'Italia centrale del XV secolo in terracotta policroma, proveniente dalla chiesa di San Francesco d'Assisi, è composto dalle figure centrali della Madonna che regge sulle ginocchia il figlio morto, secondo l'iconografia della pietà, con ai lati la Maddalena e San Giovanni Evangelista. A sinistra è collocata la statua lignea dell'Addolorata.[1]

#### Abside e presbiterio
- Abside: Cappellone di San Giorgio. Nell'altare maggiore in marmi policromi, con applicazioni e formelle lignee decorate in oro zecchino, è collocata una splendida tela raffigurante il Trionfo di San Giorgio del pittore Vito D'Anna del 1751.[1] In una nicchia laterale è esposta la statua in alabastro raffigurante San Giorgio a cavallo, di fattura siciliana.[1] Le statue in gesso del transetto e del coro, rappresentano le Beatitudini e le Opere di Misericordia, eseguite dallo scultore acese Emanuele Martinez del 1955. Le formelle della Via Crucis dello stesso autore. Il sontuoso coro ligneo opera dello scultore palermitano Vincenzo Marchese del 1756 consta di due ordini e comprende 54 stalli.[1] L'organo antico, costruito dal maestro Santo Romano da Messina nel 1652 è stato modellato su quello della Cattedrale di Palermo.[1] Il nuovo organo è stato costruito da Giuseppe Lugaro nel 1863 datato e autografato. È probabile che lo stesso, nell'opera di ricostruzione, abbia recuperato e riutilizzato diverse parti dell'antico organo, tra cui alcune canne. Il restauro del 1996 è stato curato dalla ditta Colletti di Bisacquino.
  - Presbiterio: Sotto la cupola, accanto alla mensa eucaristica, in «cornu epistulae», spicca il fonte battesimale del 1466 in marmo bianco monoblocco di scuola gaginesca.[1] Sulle quattro facce sono scolpiti in bassorilievo: il Monogramma di Gesù Cristo, San Giorgio a cavallo e gli Stemmi delle famiglie Cabrera e Prades, patrocinatori dell'opera.

## Sacrestia

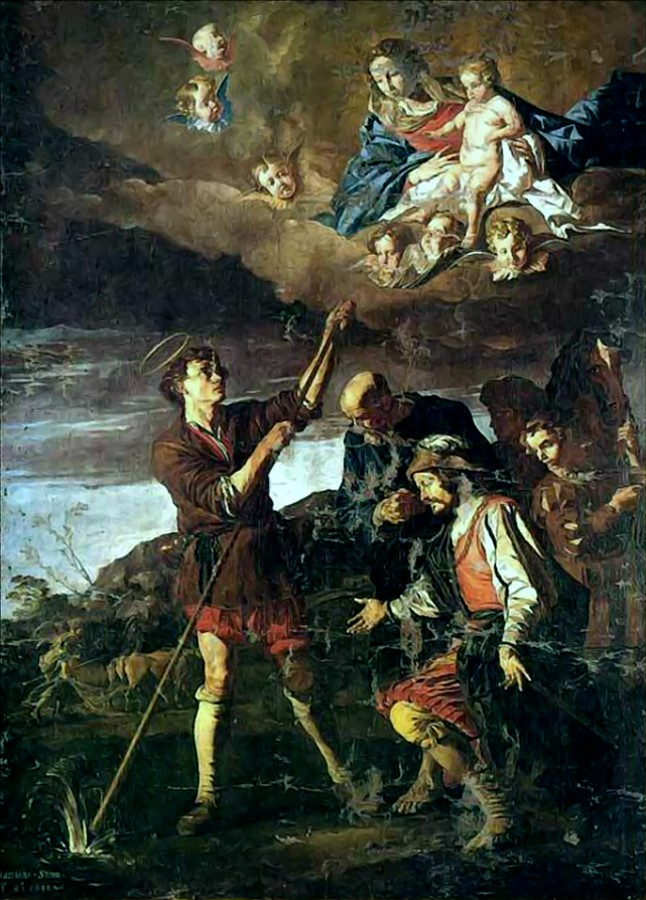
Matthias Stomer, Miracolo di Sant'Isidoro Agricola, 1641

Nella seconda sala l'affresco della volta di Vito D'Anna rappresenta la Gloria di San Giorgio , dipinto deturpato da un maldestro tentativo di restauro.
Notevole la raccolta di armature del '600 per i riti processionali del Venerdì Santo, arredi sacri, bassorilievi, biografie di santi, breviari, canti e liturgie locali, cimeli, decreti su pergamena, dipinti, leggii, manoscritti di preghiere, messali, mobili, paramenti sacri ricamati in oro XVII - XVIII secolo, paliotto ligneo in stile barocco, portantina settecentesca, quadri, testi in lingua ebraica,
sculture, statue, suppellettili, in parte provenienti da altre chiese dirute o chiuse al culto.
Si possono ammirare inoltre opere di oreficeria, tra cui calici, ostensori, reliquiari, etc. dei periodi compresi tra il XV e il XIX secolo. Tra essi la statua - reliquiario riproducente Santa Rosalia compatrona di Caccamo, il manufatto ligneo è ricoperto in argento sbalzato, cesellato e fuso. L'effige porta sul capo la caratteristica corona di rose, presenta la conchiglia sul petto e nella mano destra il bastone: simboli del pellegrinaggio terreno. Autore è l'argentiere palermitano Agostino Natoli. La statua fu vidimata dal console della maestranza degli orafi e argentieri di Palermo del 1778 don Gioacchino Garraffa.
Alcune tele di scuola fiamminga rappresentano allegoricamente i cinque sensi, opere attribuite Jan Van Houbraken del 1635 e provenienti da una raccolta privata:
1. ) La Vista è raffigurata da una giovane donna che s'imbelletta di fronte ad uno specchio, mentre un giovane nella penombra le porge dei profumi;
2. ) L'Udito è simboleggiato da una giovane suonatrice di spinetta accompagnata da un flautista;
3. ) Il Gusto è rappresentato da un oste che mesce il vino ad un giovane cavaliere:
4. ) L'Olfatto è simboleggiato da un giovane che annusa un mellone mentre il venditore, con un coltello in mano, attende il giudizio sulla merce;
5. ) Il Tatto è realizzato con una scena popolare: un cieco nell'incertezza dei passi stringe nervoso un ragazzo vestito di cenci, che atterrito cerca di sfuggirgli.

- Di pregio una pittura su tavola firmata da Simone de Wobreck del 1582, che raffigura la Caduta di Gesù sotto la croce durante l'ascesa al Calvario e la Veronica che asciuga il volto, opera ispirata dallo Spasimo di Sicilia di Raffaello Sanzio.[3]
- La tela raffigurante il Miracolo di Sant'Isidoro Agricola, opera firmata da Matthias Stomer nel 1641 proveniente dalla chiesa di Sant'Agostino.[3]

Interessanti le due icone bizantine raffiguranti la Madre di Dio, San Teotista e le statue lignee di San Sebastiano del XVII secolo. e San Giovanni Battista del XVI secolo.